# Ситроен Ц-елизе
Ситроен Ц-елизе (фр. Citroën C-Elysée) је аутомобил који производи француска фабрика аутомобила Ситроен. Производи се од 2012. године.

## Историјат
Представљен је на сајму аутомобила у Паризу септембра 2012. године заједно са идентичним Пежоом 301. Ц-елизе је намењен само за тржишта у развоју (Азија, Африка, Латинска Америка, централна и источна Европа) и није доступан у западној Европи. Производи се у Кини и у шпанском граду Виго, заједно са Пежоом 301. Овај модел је у ствари друга генерација, прва се производила од 2002. до 2013. године у Кини за то тржише, али под називом Ситроен елизе (Citroën Elysée). Практично је то био ZX седан, са слабијом опремом и већим пртљажником у односу на европски хечбек.
Заснован је на платформи Пежоа 208 и Ситроена Ц3. Ц-елизе је нискобуџетни аутомобил доње ниже средње класе, јефтин за одржавање и мале потрошње. Специјално је конструисан да задовољи укусе возача који су склонији лимузинама него хечбек моделима. Ц-елизе је породични аутомобил са много простора у кабини и великим пртљажником, који је прилагодљив свим подлогама и условима вожње.
Иако је солидно направљен, за ентеријер су одабрани једноставнији, јефтинији материјали, тврда пластика и све што се није могло раније видети. У ентеријеру нема раскоши када је у питању квалитет материјала. Пластика је једноставна, тврда, али трајна. Преграда за одлагање ствари има довољно и распоређене су унутар читавог путничког простора, док је волумен пртљажника 640 литара или 506 литара по правилима немачког удружења аутомобилске индустрије (ВДА).
Новембра 2016. године јавности је представљен редизајн. Највеће промене обухвата предњи део аутомобила. Рестилизована је маска хладњака, фарови, браник и отвори за магленке. Уграђена су и нова лед дневна светла. Позади су преобликована стоп светла, која изгледају модерније. Унапређена је и унутрашњост, Ц-елизе је добио нови мултимедијални сиситем са седмоинчним екраном осетљивим на додир.

## Мотори
| Модел           | Запремина | Цилиндри/ вентили | Снага          | Мењачи                    | 0−100 km/h | Брзина   |
| Бензин          | Бензин    | Бензин            | Бензин         | Бензин                    | Бензин     | Бензин   |
| --------------- | --------- | ----------------- | -------------- | ------------------------- | ---------- | -------- |
| 1.2 VTi         | 1199 cm³  | 3/12              | 53 kW / 73 КС  | 5° мануелни               | 14,2 сек.  | 160 km/h |
| PureTech 82     | 1199 cm³  | 3/12              | 60 kW / 80 КС  | 5° мануелни               | 12,9 сек.  | 169 km/h |
| 1.6 VTi         | 1587 cm³  | 4/16              | 86 kW / 115 КС | 5° мануелни, 4° аутоматик | 9,4 сек.   | 188 km/h |
| Дизел           |           |                   |                |                           |            |          |
| 1.5 BlueHDi 100 | 1499 cm³  | 4/8               | 75 kW / 102 КС | 6° мануелни               | 10,1 сек.  | 190 km/h |
| 1.6 HDi         | 1560 cm³  | 4/8               | 68 kW / 92 КС  | 5° мануелни               | 11,2 сек.  | 180 km/h |
| 1.6 BlueHDi 100 | 1560 cm³  | 4/8               | 73 kW / 100 КС | 5° мануелни               | 10,8 сек.  | 183 km/h |

## Галерија
- Ц-елизе
- Ц-елизе
- Редизајн
- Пежо 301